# Stazione di Milano Affori (1879)
Stazione di Milano Affori 2011-ben bezárt vasútállomás Olaszországban, Lombardia régióban, Milánó településen.

## Vasútvonalak
Az állomást az alábbi vasútvonalak érintették:
- Milánó–Asso-vasútvonal

## Kapcsolódó állomások
A vasútállomáshoz az alábbi állomások vannak a legközelebb:
- Stazione di Milano Nord Bovisa
- Stazione di Milano Affori